# Barrio de San Pedro (Aguilar de Campoo)
Barrio de San Pedro ist ein spanischer Ort in der Provinz Palencia der Autonomen Gemeinschaft Kastilien und León. Barrio de San Pedro gehört seit dem Ende der 1970er Jahre zur Gemeinde Aguilar de Campoo. Der Ort, in der Nähe des Stausees von Aguilar de Campoo, befindet sich zehn Kilometer westlich vom Hauptort der Gemeinde und ist über die Straße P-2132 zu erreichen. Zur ehemals selbständigen Gemeinde (municipio) Barrio de San Pedro gehörten die Orte Barrio de Santa María, Foldada, Frontada, Quintanilla de la Berzosa und Vallespinoso de Aguilar, die im 19. und 20. Jahrhundert ebenfalls selbständige Gemeinden wurden.

## Sehenswürdigkeiten
- Pfarrkirche San Andrés, erbaut ab dem 15. Jahrhundert mit Resten der romanischen Vorgängerkirche. In der Kirche befinden sich zwei gotische Grabmäler.
- Im Stausee sind bei niedrigem Wasserstand Reste der spätromanischen Ermita de Santiago zu sehen.

## Weblinks

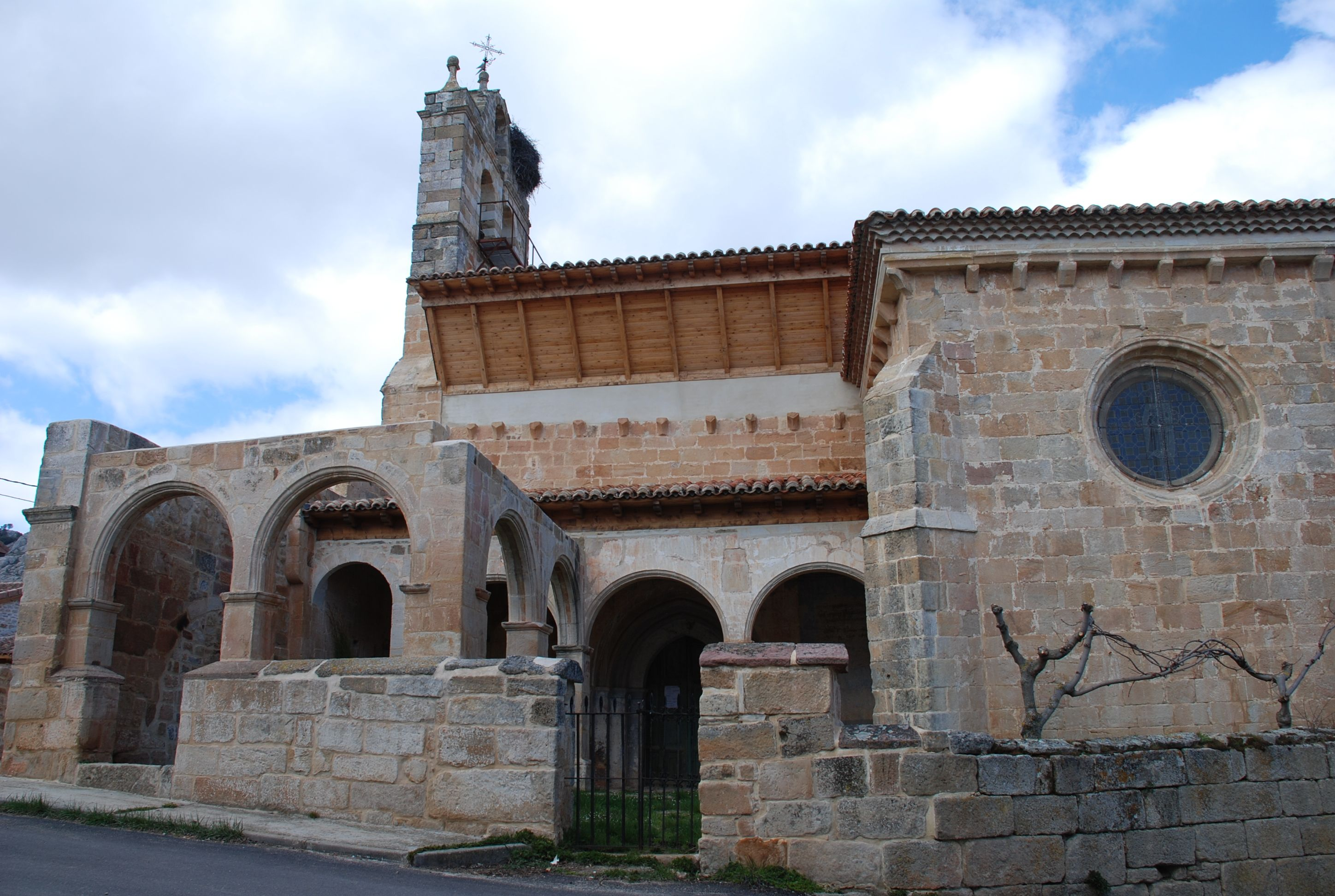
Kirche San Andrés